# 하인드마시 스타디움
하인드마시 스타디움(Hindmarsh Stadium)은 사우스오스트레일리아주, 애들레이드에 위치한 축구 전용 구장이다. A-리그 클럽인 애들레이드 유나이티드의 홈 구장으로 사용되고 있다. 16,500명을 수용할 수 있고, 좌석은 15,500석이다.
1960년에 지어졌고, 시드니 올림픽을 위해 2000년 재보수 되었다.